# ルネ・トム
ルネ・フレデリック・トム（仏: René Frédéric Thom、1923年9月2日 - 2002年10月25日）は、フランスの数学者。トポロジーを専門とする。カタストロフ理論の創始者。1958年フィールズ賞受賞。

## 概要
サン＝ルイ校卒業後、高等師範学校で数学を学ぶ。1951年、アンリ・カルタンの指導の下で博士号を取得。博士号取得後、プリンストン高等研究所、グルノーブル大学、ストラスブール大学で教鞭を執る。1958年、フィールズ賞受賞。1970年、ブラウワー・メダル受賞。その後IHESの教授になり退官までIHESで研究を続けた。
カタストロフィー理論の創始者として有名だが、代数的トポロジーおよび微分トポロジーの第一人者でもある。コボルディズム理論の創始者の一人であり、トム空間、トムの横断性定理、特性類、特異点理論、葉層構造論、力学系、ホモロジー、ホモトピーの研究の基礎を築き上げた。
後年は生物学や哲学に興味を移し数学の研究から離れていった。「トポロジーは死んだ」という過激な発言や、同僚のアレクサンドル・グロタンディークとの不仲でも知られる。
ゴダールによって、自身を扱かった映画を撮影された経験を持つ（『6x2』の「5B 男女のルネたち」、1976年）。

## 略歴
- 1923年 - フランスのモントブリアールに生まれる
- 1946年 - 高等師範学校を卒業
- 1951年 - 博士号を取得
- 1953年 - グルノーブル大学助教授
- 1954年 - ストラスブール大学助教授
- 1957年 - ストラスブール大学教授
- 1958年 - フィールズ賞を受賞
- 1963年 - IHES教授
- 1988年 - IHES名誉教授
- 2002年 - ビュル・シュル・イヴェットで亡くなる